# Rivière Angle
Pour les articles homonymes, voir Angle (homonymie).
La rivière Angle est un affluent de la rivière Harricana, coulant dans la ville d'Eeyou Istchee Baie-James (municipalité), en Jamésie, dans la région administrative du Nord-du-Québec, au Québec, au Canada.
La foresterie est la principale activité économique de ce bassin versant.
La surface de la rivière Angle est généralement gelée du début-décembre à la fin-avril.

## Géographie
Les bassins versants voisins de la rivière Angle sont :
- côté nord : rivière Harricana, rivière Samson (baie James), lac Grasset ;
- côté est : rivière Harricana, rivière Adam (rivière Harricana) ;
- côté sud : rivière Wawagosic, rivière Mistaouac, rivière Kadabakato, rivière Plamondon ;
- côté ouest : rivière Harricana, rivière Turgeon, rivière Wawagosic.

La rivière Angle tire sa source du lac Blondel (longueur : 0,4 km ; altitude : 286 m) entouré de marais au Sud dans les collines de fer dont le sommet atteint 309 m, dans la partie Sud du territoire de Eeyou Istchee Baie-James (municipalité).
La source de la rivière Angle est située à :
- 44,6 km au sud-est de l'embouchure de la rivière Angle ;
- 64 km à l'Est de la limite de l'Ontario ;
- 12,8 km au sud-ouest de la rivière Harricana ;
- 102 km au Nord du centre-ville de La Sarre ;
- 73,3 km au sud-ouest du centre-ville de Matagami.

À partir de sa source, la rivière Angle coule sur environ 80 km selon les segments suivants :
- 3,0 km vers le nord-ouest, en traversant le lac Longpré (longueur : 1,0 km ; altitude : 286 m), jusqu'à son embouchure ;
- 3,8 km vers l'Ouest, jusqu'à la décharge du Lac Orvilliers (venant du Sud) ;
- 8,1 km vers le nord-ouest en serpentant jusqu'à un ruisseau (venant de l'Est) ;
- 13,4 km vers le nord-ouest en traversant une zone de marais et en serpentant jusqu'à une route forestière ;
- 9,6 km vers le nord-ouest en serpentant jusqu'à un ruisseau (venant du Sud) ;
- 11,8 km vers le nord-ouest, jusqu'à la décharge (venant du sud-est) du Lac Beschefer ;
- 11,4 km vers le nord-ouest en recueillant la décharge (venant de l'Ouest) du lac Sirois, jusqu'à son embouchure[2].

La rivière Angle se déverse sur la rive sud-ouest de la rivière Harricana en amont des Rapides Kawadjiwag.
Cette confluence de la rivière Angle est située à :
- 2,6 km en amont de la confluence de la rivière Turgeon avec la rivière Harricana ;
- 168 km au nord-ouest du centre-ville de Amos ;
- 44,3 km à l'Est de la limite de l'Ontario ;
- 145 km au sud-est de la confluence de la rivière Harricana (en Ontario) avec la Baie James ;
- 95,1 km à l'Ouest du centre-ville de Matagami.

## Toponymie
Le toponyme « rivière Angle » a été officialisé le 5 décembre 1968 à la Commission de toponymie du Québec, soit lors de sa fondation.